# Cantón de Montredon-Labessonié
El cantón de Montredon-Labessonnié era una división administrativa francesa, que estaba situada en el departamento de Tarn y la región de Mediodía-Pirineos.

## Composición
El cantón estaba formado por cuatro comunas:
- Arifat
- Mont-Roc
- Montredon-Labessonnié
- Rayssac

## Supresión del cantón de Montredon-Labessonnié
En aplicación del Decreto nº 2014-170 de 17 de febrero de 2014, el cantón de Montredon-Labessonnié fue suprimido el 22 de marzo de 2015 y sus 4 comunas pasaron a formar parte del nuevo cantón de El Alto Dadou.